# Gouraf
Gouraf est un village du Sénégal situé en Basse-Casamance, non loin de la frontière avec la Guinée-Bissau. Il fait partie de la communauté rurale de Niaguis, dans l'arrondissement de Niaguis, le département de Ziguinchor et la région de Ziguinchor.
Lors du dernier recensement (2002), la localité comptait 225 personnes et 31 ménages.